# Schweinebacke

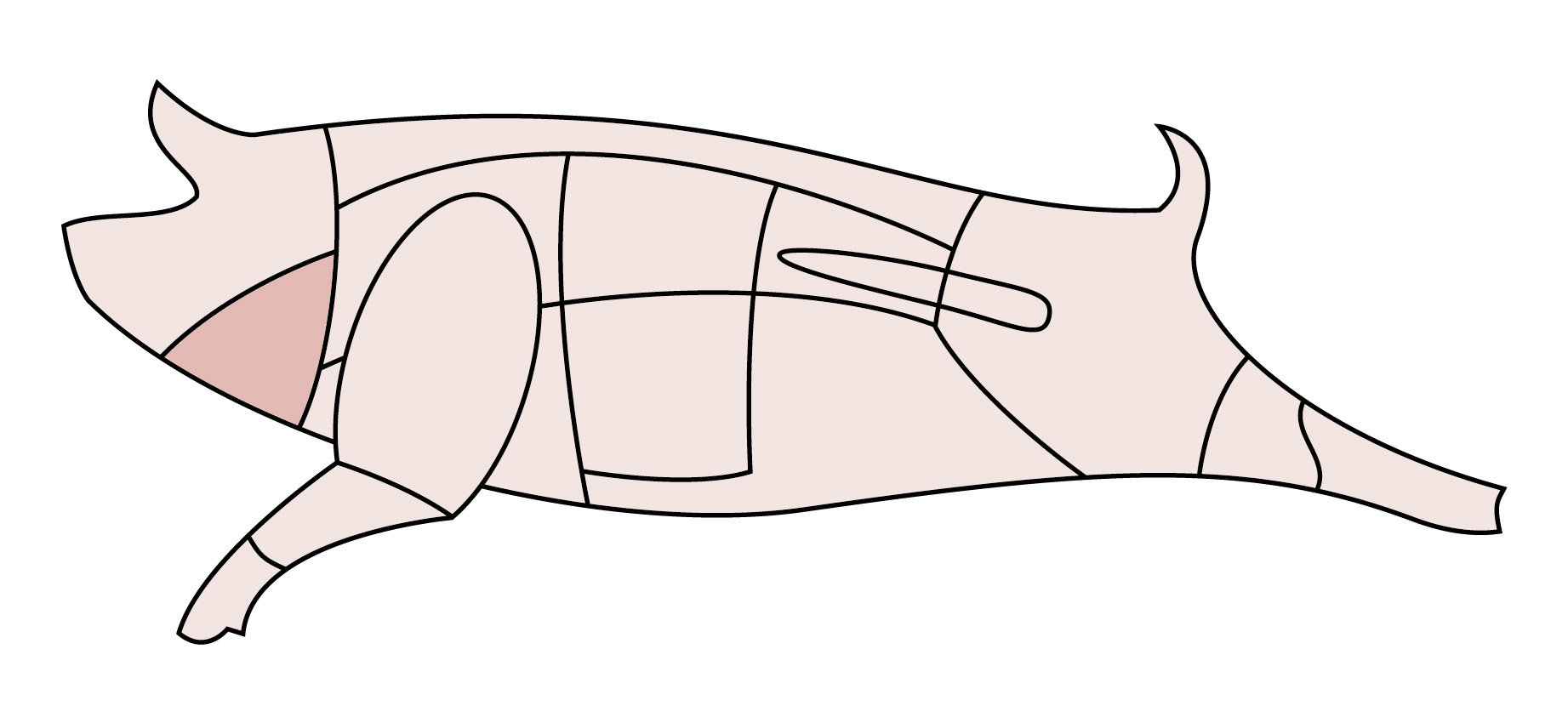
Lage der Schweinebacke

Die Schweinebacke (auch Schweinsbacke, Fettbacke) ist ein Teilstück des Schweinskopfs. Der in der Schweinebacke enthaltene Kaumuskel wird auch Backenfleisch, Schweinebäckchen oder Schweinsbäckchen genannt. Die Schweinebacke hat einen hohen Anteil an Bindegewebe und Fett, sodass sie ähnlich wie z. B. Eisbein vor allem gepökelt oder gegart angeboten wird und in dieser Form auch Bestandteil einer Schlachtplatte sein kann.  Schweinebacken eignen sich besonders als Einlage für deftige Gerichte wie Suppen und Eintöpfe und sind geräuchert häufig Bestandteil des Grünkohlgerichts.
Der Guanciale ist ein Speck aus Schweinebacke oder -nacken, der vor allem in Latium und in Umbrien eine Spezialität ist.